# Lewellen
Lewellen é uma vila localizada no estado americano de Nebraska, no Condado de Garden.

## Demografia
Segundo o censo americano de 2000, a sua população era de 282 habitantes.
Em 2006, foi estimada uma população de 243, um decréscimo de 39 (-13.8%).

## Geografia
De acordo com o United States Census Bureau, a localidade tem uma área de 0,9 km², sem área coberta por água. Lewellen localiza-se a aproximadamente 1011 m acima do nível do mar.

## Localidades na vizinhança
O diagrama seguinte representa as localidades num raio de 40 km ao redor de Lewellen.